# Sunset Boulevard (tidsskrift)
 For alternative betydninger, se Sunset Boulevard (flertydig). (Se også artikler, som begynder med Sunset Boulevard)
Sunset Boulevard var et dansk filmblad, der udkom i 1971-1978.
Det blev redigeret af Jakob Stegelmann og handlede specifikt om amerikanske film.